# Đorđi Abadžiev
Đorđi Abadžiev, makedonski pripovednik in publicist, * 7. oktober 1910, † 2. avgust 1963, Skopje. 
Med letoma 1918 in 1948 je bil emigrant v Bolgariji. Njegove novelistične zbirke zaznamujejo psihološko utemeljeni dialogi. Pozneje se je romaneskno usmeril k zgodovinskim in političnim temam.

## Dela
- Izhod (Izgrev) - 1951
- Zadnje srečanje (Posledna sredba) - 1953
- Aramijsko gnezdo - 1954
- Puščava (Pustina) - 1961
- Balkanske vojne - 1963